# 晋 (王朝)

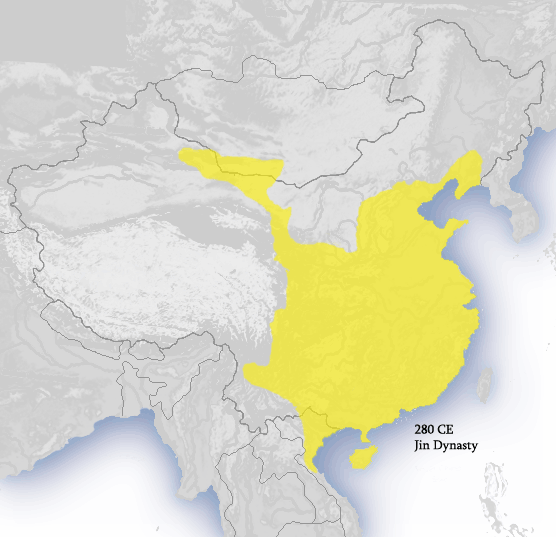
晋朝の最大範囲（西晋、280年頃）

晋（しん、265年 - 420年）は、中国の王朝の一つ。
司馬炎が魏の最後の元帝から禅譲を受けて建国した。280年に呉を滅ぼして、三国時代を完全に終焉させる。
通常は、匈奴（前趙）に華北を奪われ一旦滅亡し、南遷した317年以前を西晋、以後を東晋と呼び分けているが、西晋、東晋とも単に、晋、晋朝を称していた。東晋時代の華北は五胡十六国時代とも称される。首都は洛陽、西晋末期に長安に遷った後、南遷後の首都は建康。南朝宋により滅ぼされた。